# Eerste Slag om Charkov
De Eerste Slag om Charkov, zo genoemd door Wilhelm Keitel, was een tactische strijd om de stad Charkov (Oekraïense SSR) in oktober 1941, in de laatste fase van Operatie Barbarossa, tussen het Duitse 6e Leger, deel van Heeresgruppe Süd, en het Zuidwestelijk Front van de Sovjet-Unie. Het 38e Sovjetleger werd bevolen om de stad te verdedigen, terwijl haar fabrieken werden ontmanteld voor verplaatsing verder naar het oosten.
Het Duitse 6e Leger moest de stad innemen om de groeiende kloof tussen het 4e Pantserleger en het 17e Leger te sluiten. Op 20 oktober hadden de Duitsers de westelijke rand van de stad bereikt, en ze werd vier dagen later ingenomen door de 57e Infanteriedivisie, maar tegen die tijd waren de meeste industriële installaties in Charkov ontmanteld en weggehaald of onklaar gemaakt door het Rode Leger.

## Galerij

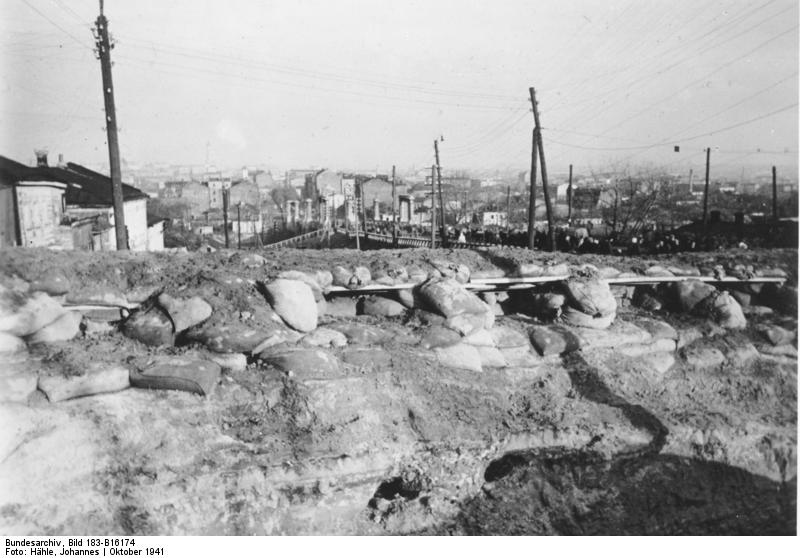
Sovjetstellingen aan de rand van de stad
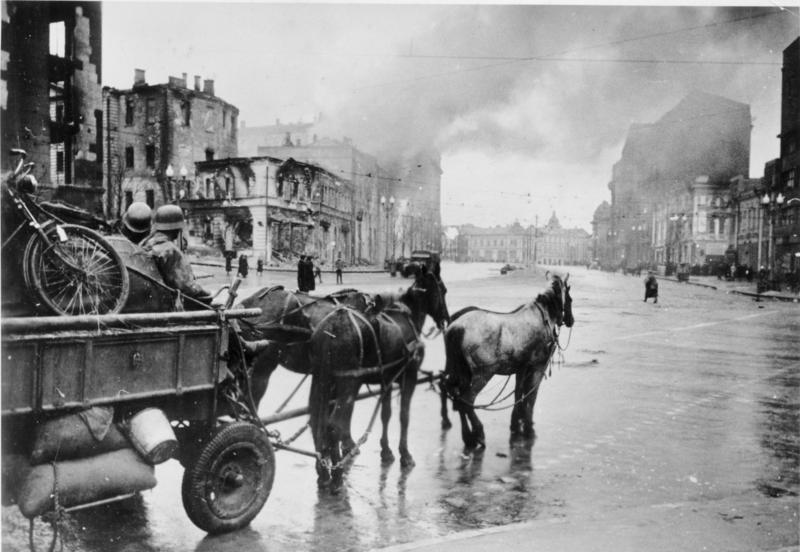
Het Duitse leger in een buitenwijk
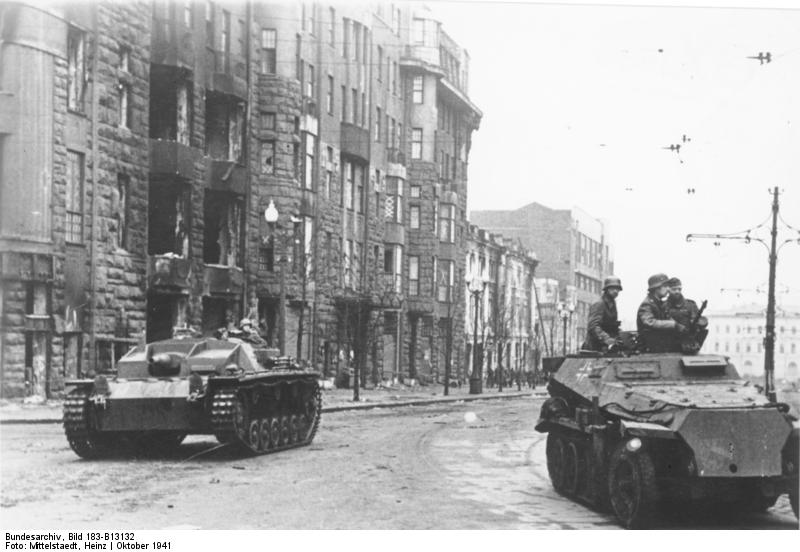
Duits aanvalskanon en pantserwagen in Charkov